# Костел святих Архангела Михаїла і Софії (Джуринська Слобідка)
Костел святих Архангела Михаїла і Софії в Джуринській Слобідці — римсько-католицька церква в селі Джуринській Слобідці Тернопільської области України.

## Відомості
- 1882 — з ініціативи бучацького настоятеля о. Станіслава Громницького встановлено дерев'яну каплицю, придбану в Старих Петликівцях.
- 1898 — розпочато спорудження мурованого костелу, який 29 вересня 1902 року освятили.
- 1903 — розібрано дерев'яну каплицю.
- 1935 — утворено парафію.
- 1936—1938 — збудовано мурований парафіяльний дім (проєкт будівельника Мечислава Рисякевича із Чорткова).
- 1944 — частково знищено костел (дах і вежу).
- 1950—1989 — функціонував як зерносховище.
- 1992 — православна громада відремонтувала костел та переобладнала його під церкву.

## Настоятелі
- о. Ігнатій Ракшинський,
- о. Франциск Судол